# فينوسكنديا

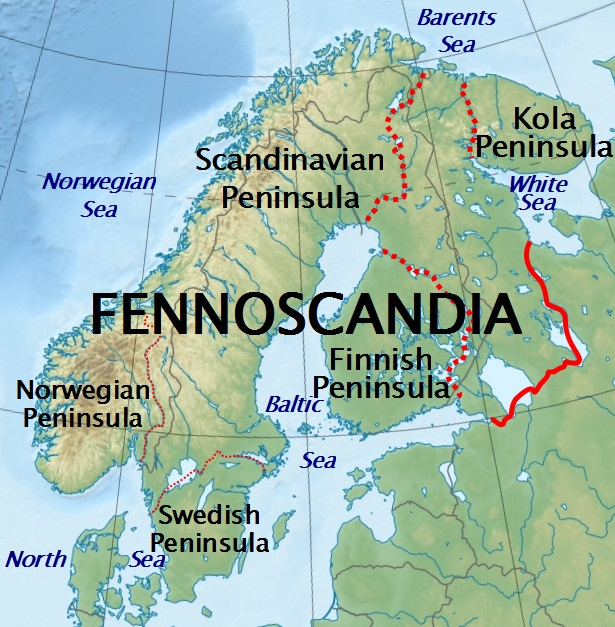
الدول الإسكندنافية (Scandinavia)، وفينوسكنديا (Fennoscandia)، وفنلندا (Finland)، وشبه جزيرة كولا (Kola Peninsula).

فينوسكانديا (Fennoscandia) وفينو إسكندينيفيا (Fenno-Scandinavia) هما مصطلحان جغرافيان وجيولوجيان يطلقان على المنطقة التي تتكون من شبه الجزيرة الإسكندنافية (Scandinavian Peninsula)، وفنلندا (Finland)، وكاريليا (Karelia)، وشبه جزيرة كولا (Scandinavian Peninsula).

## الجيولوجيا
من الناحية الجيولوجية، يشير المصطلح أيضًا إلى الدرع الفينوسكندي (Fennoscandian Shield) لكل من النرويج (Norway)، والسويد (Sweden)، وفنلندا (Finland)، وهو الجزء المكشوف من درع البلطيق.
غالبًا ما يعتبر البحر الأبيض – قناة البلطيق (White Sea – Baltic Canal) الحد الذي يفصل فينوسكنديا (Fennoscandia) عن الأرض الروسية.
بخلاف مصطلح إسكندينافيا (Scandinavia)، تضم فينوسكنديا (Fennoscandia) كلاً من فنلندا (Finland)، وكاريليا (Karelia)، وشبه جزيرة كولا (Kola Peninsula).
وبخلاف مصطلح بلدان الشمال الأوروبي (Nordic countries)، لا يتضمن الدنمارك (Denmark)، أو أيسلندا (Iceland)، أو غرينلاند (Greenland)، أو غيرها من المناطق الخارجية غير المتصلة جغرافيًا. [بحاجة لمصدر]

## المنطقة الثقافية
من الناحية الثقافية، تمثل فينوسكنديا (Fennoscandia) اتصالاً تاريخيًا وثيقًا بين الساميين (Sami people)، وفنلندي (الفنلندية) (Finnic peoples)، وسويدي (Swedish people)، ونرويجي (Norwegian people)، وروسي (Russian people) شعوبًا وثقافات.